# Гут-Бехрами, Лара
Ла́ра Гут-Бехрами (девичья фамилия — Гут; нем. Lara Gut-Behrami (Gut); 27 апреля 1991, Соренго, кантон Тичино, Швейцария) — швейцарская горнолыжница, олимпийская чемпионка 2022 года в супергиганте, двукратная чемпионка мира 2021 года, двукратная обладательница Кубка мира в общем зачёте (первая и пока единственная швейцарка в XXI веке, выигравшая Кубок мира), самая юная победительница супергиганта в истории Кубка мира. Занимает шестое место по количеству побед на этапах в истории женского Кубка мира.

## Спортивная карьера

### 2000-е годы
В 2007 году, в возрасте 16 лет, выиграла чемпионат Швейцарии в супергиганте, а на юниорском чемпионате мира того же года выиграла серебро в скоростном спуске.
28 декабря 2007 года дебютировала в Кубке мира в гигантском слаломе на этапе в австрийском Лиенце. В январе 2008 года выиграла подряд 4 этапа Кубка Европы. 2 февраля 2008 года впервые стартовала в скоростном спуске на этапе Кубка мира в Санкт-Морице и сразу же сумела подняться на призовой подиум — Лара заняла третье место (позади Тины Мазе и Марии Холаус). На следующий день там же Гут была пятой в супергиганте.

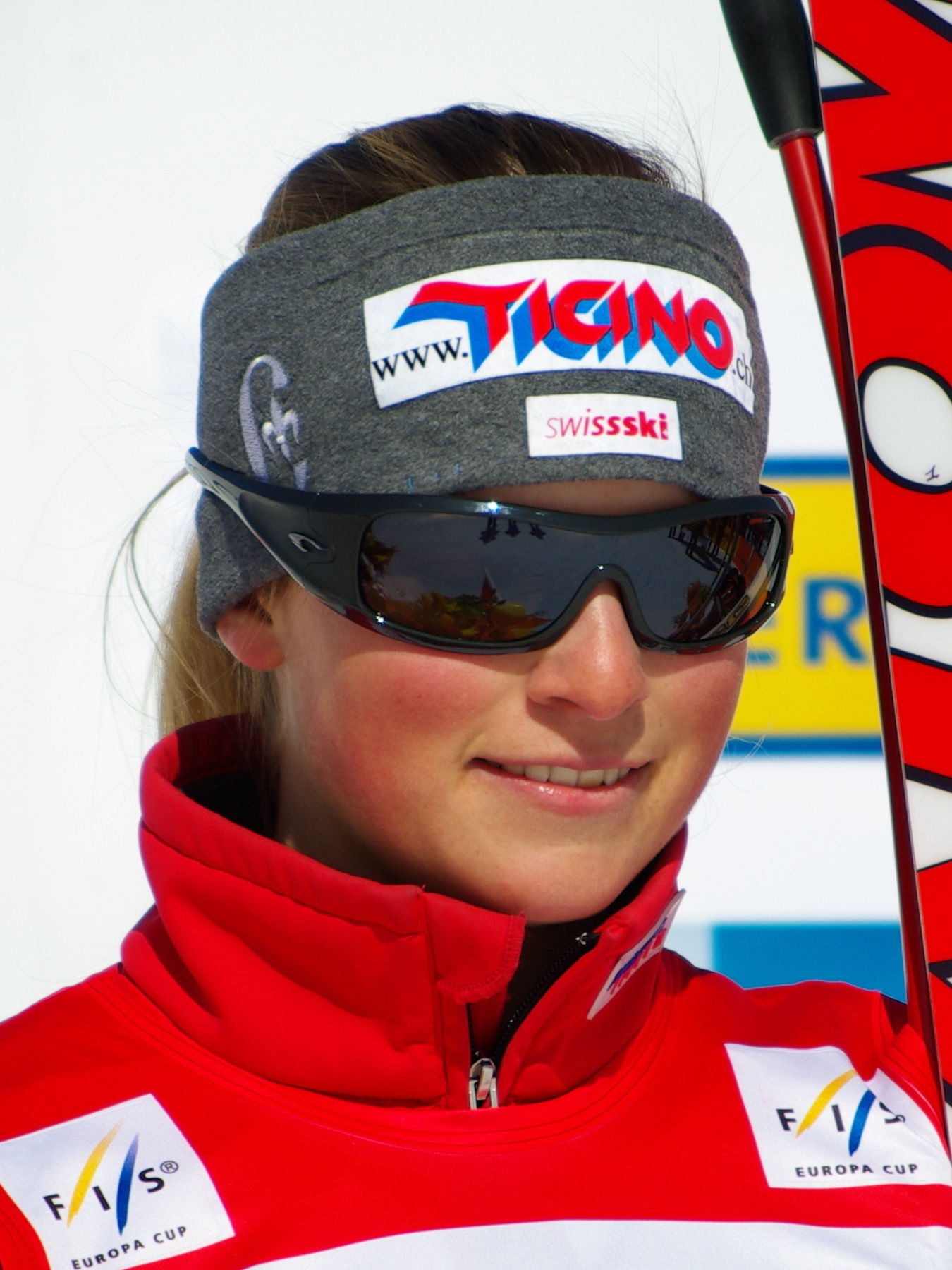
Лара в 2008 году

Свою первую победу на этапах Кубка мира Лара одержала 20 декабря 2008 года в Санкт-Морице в супергиганте. Она на 63 сотых опередила свою соотечественницу Фабьенн Зутер. На момент этой победы Гут было 17 лет и 237 дней, что сделало её самой молодой победительницей супергиганта в истории Кубка мира.
На чемпионате мира 2009 года во французском Валь-д’Изере 17-летняя Лара сумела завоевать 2 серебряные награды — в скоростном спуске (уступила Линдси Вонн) и суперкомбинации (уступила Катрин Цеттель).
29 сентября 2009 года Гут получила на тренировке травму бедра, из-за чего была вынуждена пропустить весь сезон. Из-за травмы юная горнолыжница не смогла принять участие и в зимних Олимпийских играх 2010 года в Ванкувере.

### 2010-е годы
Вернувшись на трассы в сезоне 2010/11, 9 января 2011 года Лара одержала свою вторую победу на этапах Кубка мира, выиграв супергигант в Цаухензее, на 0,53 сек опередив Линдси Вонн. По итогам сезона 2010/11 заняла 10-е место в общем зачёте Кубка мира, став лучшей среди швейцарок. Следующий сезон 2011/12 сложился для Лары менее удачно — лишь 14-е место в общем зачёте и ни одного попадания на подиумы на этапах (не считая второго места в командном старте в марте 2012 года на финальном этапе Кубка мира).
В сезоне 2012/13 Лара одержала свою третью победу на этапах Кубка мира, впервые выиграв скоростной спуск в Валь-д’Изере. Впервые за долгое время на подиум в женском Кубке мира поднялись сразу две швейцарки — третьей стала Надя Камер. По итогам сезона Лара заняла высшее в карьере девятое место в общем зачёте. На чемпионате мира в Шладминге Лара стала единственной представительницей Швейцарии, выигравшей медаль — серебро в супергиганте (0,38 сек отставания от Тины Мазе).

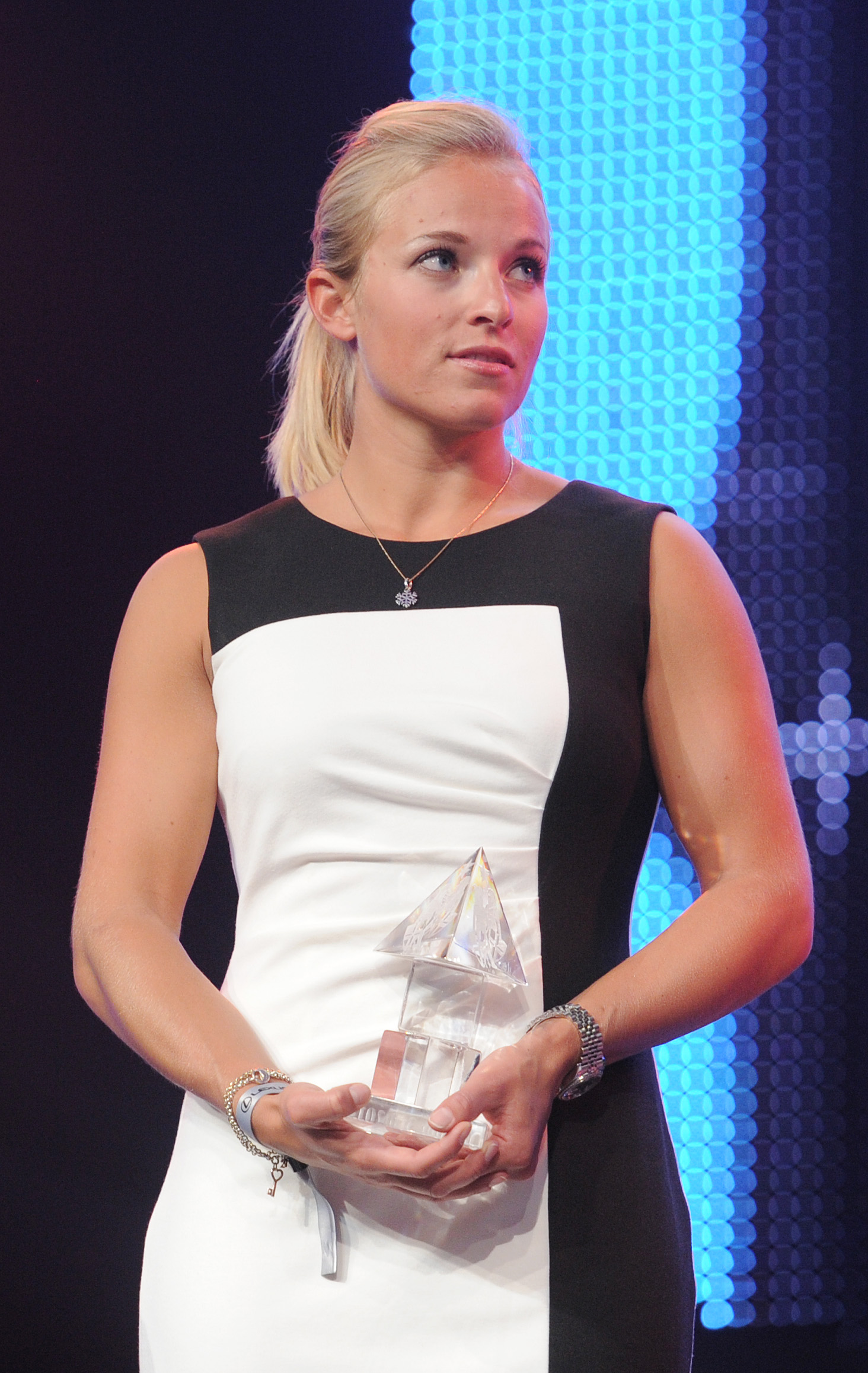
Лара в 2014 году

Настоящий прорыв Лара совершила в начале сезона 2013/14: из первых 4 стартов Кубка мира она выиграла три (столько же, сколько за всю карьеру до этого). При этом все три победы были одержаны в разных дисциплинах — гигантский слалом в австрийском Зёльдене, скоростной спуск и супергигант в американском Бивер-Крик. 8 декабря выиграла ещё один супергигант в канадском Лейк-Луизе. До конца сезона она одержала семь побед в этапах Кубка мира, завершив сезон лидером в зачёте супергиганта. В общем зачёте Гут, набрав 1101 очко, заняла высшее в своей карьере третье место позади Анны Феннингер и Марии Хёфль-Риш.
В феврале 2014 года на трассах Красной Поляны Лара выступила на первых в своей карьере зимних Олимпийских играх. 12 февраля она стала третьей в скоростном спуске, лишь 0,10 сек уступив Доминике Гизин и Тине Мазе, поделившим золото. Через несколько дней Лара заняла четвёртое место в супергиганте, всего 0,07 сек проиграв обладательнице бронзы Николь Хосп. 18 февраля Лара последний раз вышла на олимпийские трассы Сочи, заняв девятое место в гигантском слаломе.
В сезоне 2014/15 выиграла два этапа Кубка мира — 7 декабря 2014 года супергигант в Лейк Луизе и 24 января 2015 года скоростной спуск в Санкт-Морице. Победа на домашней трассе в Санкт-Морице стала для Гут второй в карьере и первой с декабря 2008 года. В общем зачёте Кубка мира Лара набрала 623 очка и заняла девятое место, вновь став лучшей среди швейцарок. В зачёте супергиганта Гут стала пятой. На чемпионате мира в США Гут выиграла свою четвёртую в карьере медаль этих соревнований, став третьей в скоростном спуске (после Тины Мазе и Анны Феннингер). Это была единственная медаль женской сборной Швейцарии на чемпионате мира 2015 года. В суперкомбинации Лара заняла пятое место, а в супергиганте стала седьмой.
После относительной неудачи в Кубке мира 2014/15 (9-е место в общем зачёте), Лара очень удачно начала следующий сезон, одержав в ноябре-декабре 4 победы на этапах. Особенно швейцарке удался этап в Валь-д’Изере, когда она за два дня выиграла комбинацию (впервые в карьере) и скоростной спуск. К февралю стало ясно, что основная борьба за Кубок мира развернётся между Гут и знаменитой американкой Линдси Вонн. В конце февраля Вонн немного опережала Лару, но получила травму на трассе супергиганта в Сольдеу, и в начале марта американка была вынуждена заявить о досрочном завершении сезона. Это практически гарантировало Гут первую в карьере победу в общем зачёте Кубка мира, так как остальные конкурентки значительно отставали от швейцарки. Гут уверенно довела сезон до победного завершения, набрав в итоге 1522 очка, Вонн отстала почти на 300 очков. Последней швейцаркой, побеждавшей в общем зачёте Кубка мира, была Френи Шнайдер в 1995 году. Лара также выиграла зачёт супергиганта, стала второй в зачёте комбинации и третьей в зачёте гигантского слалома.
В сезоне 2016/17 Гут одержала свою 20-ю в карьере победу на этапах Кубка мира, 4 декабря выиграв супергигант в канадском Лейк-Луизе. 18 декабря Лара выиграла супергигант в Валь-д’Изере.

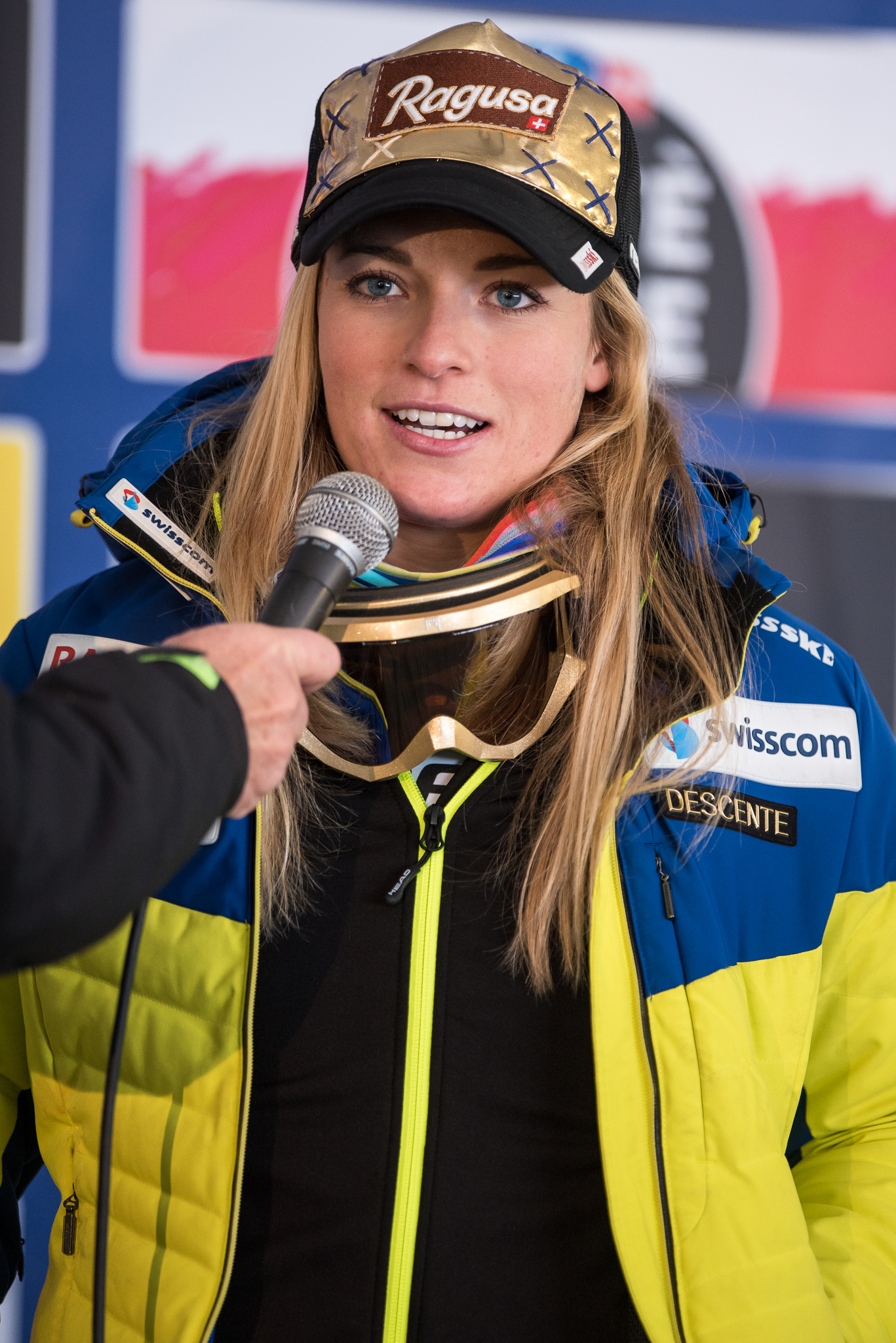
Лара в 2017 году

На чемпионате мира 2017 года в Санкт-Морице завоевала бронзу в супергиганте. В комбинации Лара заняла третье место по итогам скоростного спуска, а во время тренировки слалома получила тяжёлую травму колена, из-за чего была досрочно завершить сезон 2016/17. Тем не менее Лара сумела занять 4-е место в общем зачёте Кубка мира, а также третьи места в зачётах скоростного спуска и супергиганта.
На Олимпийских играх 2018 года Гут, как и 4 годами ранее, заняла 4-е место в супергиганте. Лара всего 0,01 сек уступила бронзовому призёру Тине Вайратер. Лара, стартовавшая пятой, долгое время входила в тройку лучших, но стартовавшая 26-й чешка Эстер Ледецкая сенсационно показала лучшее время и вытеснила Гут из тройки призёров. В скоростном спуске и гигантском слаломе на Играх 2018 года Гут не сумела добраться до финиша.
В Кубке мира 2017/18 Лара впервые за шесть сезонов не сумела попасть в 10-ку лучших общего зачёта, заняв только 12-е место. Лишь в супергиганте швейцарка выступила на своём уровне, заняв второе место в зачёте этой дисциплины. Единственная победа в сезоне и 24-я в карьере была одержана 21 января 2018 года в супергиганте в Кортине-д’Ампеццо. Благодаря этому успеху Лара вошла в топ-20 по победам на этапах в истории женского Кубка мира. Также Лара догнала Кароль Мерль по количеству побед на этапах Кубка мира в супергиганте (по 12). Больше за всю историю в этой дисциплине выигрывали только трое — Линдси Вонн, Рената Гётшль и Катя Зайцингер.
В июле 2018 года Лара вышла замуж за швейцарского футболиста Валона Бехрами и, начиная с сезона 2018/19, выступает под двойной фамилией Гут-Бехрами.

### 2020-е годы
21 и 22 февраля 2020 года выиграла два скоростных спуска на этапе Кубка мира в швейцарской Кран-Монтане. По итогам сезона 2019/20, который не был завершён из-за пандемии Covid-19, заняла четвёртое место в зачёте скоростного спуска и четвёртое место в зачёте супергиганта в Кубке мира. В супергиганте Лара попала в 10-ку лучших в Кубке мира 10-й сезон подряд. В общем зачёте Гут-Бехрами стала седьмой.
10 января 2021 года в Санкт-Антоне впервые почти за три года выиграла супергигант на этапе Кубка мира. Сезон 2020/21 стал 10-м в карьере Гут-Бехрами, в котором она одержала хотя бы одну победу на этапах Кубка мира. 24 января 2021 года выиграла супергигант на этапе Кубка мира в Кран-Монтане, только Тамара Типплер уступила Ларе менее секунды. Благодаря этой победе Лара обошла Марию Хёфль-Риш и вышла на 12-е место в списке лидеров по количеству побед на этапах Кубка мира (28). 30 января победила в супергиганте в Гармиш-Партенкирхене, опередив всех соперниц более чем на 0,5 сек. 1 февраля выиграла ещё один супергигант в Гармиш-Партенкирхене, опередив лидера Кубка мира Петру Вльгову на 0,28 сек. Отставание Лары от Петры в Кубке мира сократилось до 42 очков. Эта победа стала 30-й в карьере Гут-Бехрами на этапах Кубка мира, что позволило швейцарке сравняться по этому показателю с Яницей Костелич.
11 февраля на чемпионате мира в Кортине-д’Ампеццо выиграла золото в супергиганте, впервые в карьере став чемпионкой мира. Лара на 0,34 сек опередила соотечественницу Коринн Зутер. 13 февраля стала третьей в скоростном спуске, завоевав свою седьмую в карьере медаль на чемпионатах мира. 18 февраля достаточно неожиданно выиграла золото в гигантском слаломе на чемпионате мира, всего на 0,02 сек опередив Микаэлу Шиффрин. Хотя Лара была второй в гигантском слаломе на этапе Кубка мира в Италии перед чемпионатом мира, но последнюю победу в этой дисциплине в Кубке мира она одержала в октябре 2016 года. Лара завоевала свою восьмую медаль на чемпионатах мира, что ранее не удавалось ни одной швейцарской горнолыжнице.
После чемпионата мира Лара продолжила серию успехов в Кубке мира: 26 февраля победила в скоростном спуске в Валь-ди-Фассе (Рамона Зибенхофер проиграла всего 0,02 сек), а на следующий день там же вновь стала первой в скоростном спуске, опередив на 0,32 сек Коринн Зутер. Эта победа стала для Гут-Бехрами 32-й на этапах Кубка мира, и она обошла по этому показателю Эрику Хесс, войдя в 10-ку лучших за всю историю. Среди швейцарок только Френи Шнайдер выиграла больше этапов Кубка мира (55).

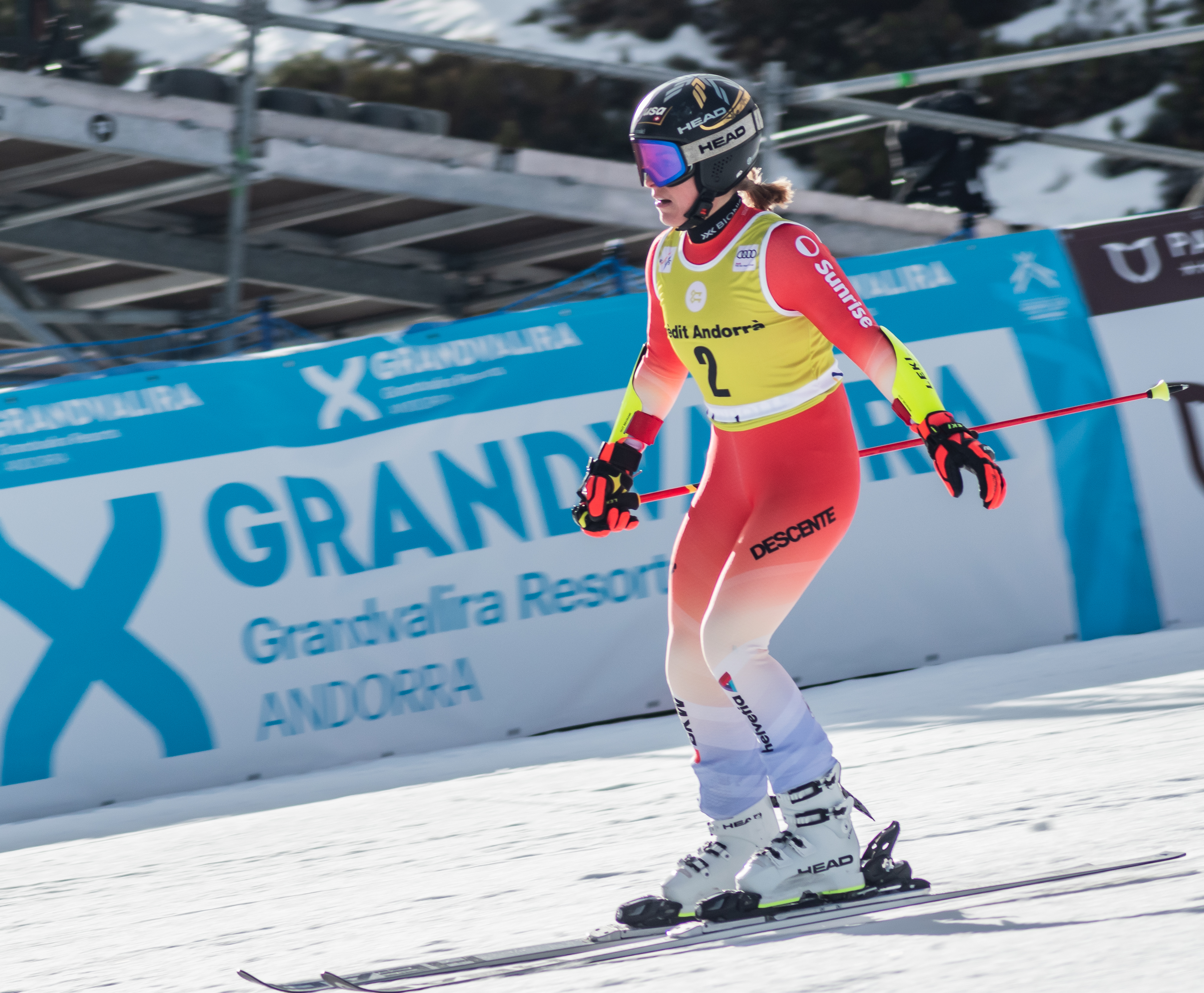
2023 год

На Олимпийских играх 2022 года в Пекине 7 февраля Гут-Бехрами заняла третье место в гигантском слаломе. 11 февраля выиграла олимпийское золото в супергиганте, став первой в истории швейцаркой, победившей в этой дисциплине на Олимпийских играх. Ставшая второй австрийка Мирьям Пухнер отстала на 0,22 сек.
26 ноября 2022 года в американском Киллингтоне выиграла гигантский слалом на этапе Кубка мира впервые за 6 с лишним лет. Сезон 2022/23 стал 12-м в карьере Лары, в котором она выиграла как минимум один этап Кубка мира. 15 января 2023 года выиграла супергигант в Санкт-Антоне и догнала Катю Зайцингер по победам на этапах Кубка мира (по 36). Также Гут-Бехрами вышла на второе место по победам в супергиганте на этапах Кубка мира среди всех женщин, опередив Ренату Гётшль.
На чемпионате мира 2023 года в Мерибеле осталась без наград, лучшее достижение — 4-е место в гигантском слаломе.
Сезон 2023/24 стал одним из наиболее успешных в карьере Гут-Бехрами. Она второй раз выиграла Кубок мира в общем зачёте, а также пятый раз в карьере выиграла зачёт супергиганта и впервые — зачёт гигантского слалома. Также она показала лучший результат в зачёте скоростного спуска — второе место. Всего за сезоне Гут-Бехрами 16 раз поднималась на подиум на этапах Кубка мира и выиграла 8 этапов (рекорд за один сезон): 4 в гигантском слаломе, 3 в супергиганте и 1 в скоростном спуске. Особенно впечатляющим стал прорыв в гигантском слаломе, в котором Гут-Бехрами выиграла всего 1 этап за предыдущие 6 сезонов. Гут-Бехрами поднялась на шестое место по общему количеству побед на этапах Кубка мира среди женщин (45).
На чемпионате мира 2025 года в Зальбахе заняла 8-е место в супергиганте (Гут-Бехрами попала в топ-10 в супергиганте на девятом чемпионате мира подряд). В скоростном спуске не сумела финишировать. В гигантском слаломе Гут-Бехрами заняла пятое место. В командной комбинации Гут-Бехрами выступала вместе с Венди Хольденер и завоевала серебро. Чемпионат мира 2025 года стал шестым в карьере Гут-Бехрами, на котором она выиграла как минимум одну медаль.

## Результаты на крупнейших соревнованиях

### Зимние Олимпийские игры
| Олимпийские игры | Скоростной спуск          | Супергигант               | Гигантский слалом         | Слалом                    | Комбинация                | Команды                   |
| ---------------- | ------------------------- | ------------------------- | ------------------------- | ------------------------- | ------------------------- | ------------------------- |
| 2010 Ванкувер    | Не выступала из-за травмы | Не выступала из-за травмы | Не выступала из-за травмы | Не выступала из-за травмы | Не выступала из-за травмы | Не выступала из-за травмы |
| 2014 Coчи        | 3                         | 4                         | 9                         | —                         | DNF SL                    | н/д                       |
| 2018 Пхёнчхан    | DNF                       | 4                         | DNF1                      | —                         | —                         | —                         |
| 2022 Пекин       | 16                        | 1                         | 3                         | —                         | —                         | —                         |

### Чемпионаты мира по горнолыжному спорту
9 медалей (2 золота, 4 серебра, 3 бронзы)
| Чемпионат мира           | Скоростной спуск | Супергигант | Гигантский слалом | Слалом | Комбинация | Команды | Паралл. гигантский слалом |
| ------------------------ | ---------------- | ----------- | ----------------- | ------ | ---------- | ------- | ------------------------- |
| 2009 Валь-д’Изер         | 2                | 7           | DNF1              | —      | 2          | —       | н/д                       |
| 2011 Гармиш-Партенкирхен | 4                | 4           | 20                | —      | DNF SL     | —       | н/д                       |
| 2013 Шладминг            | 16               | 2           | 7                 | —      | DNF SL     | —       | н/д                       |
| 2015 Вейл/Бивер-Крик     | 3                | 7           | DNF               | —      | 5          | —       | н/д                       |
| 2017 Санкт-Мориц         | —                | 3           | —                 | —      | DNS SL     | —       | н/д                       |
| 2019 Оре                 | 8                | 9           | 21                | —      | DNS SL     | —       | н/д                       |
| 2021 Кортина-д’Ампеццо   | 3                | 1           | 1                 | —      | —          | —       | DNQ                       |
| 2023 Мерибель            | 9                | 6           | 4                 | —      | DNS SL     | —       | —                         |
| 2025 Зальбах             | DNF              | 8           | 5                 | —      | 2          | —       | н/д                       |

### Кубок мира

#### Завоёванные Хрустальные глобусы
- Общий зачёт — 2 раза: 2015/16, 2023/24
- Супергигант — 5 раз: 2013/14, 2015/16, 2020/21, 2022/23, 2023/24
- Гигантский слалом — 1 раз: 2023/24

#### Победы на этапах Кубка мира (48)

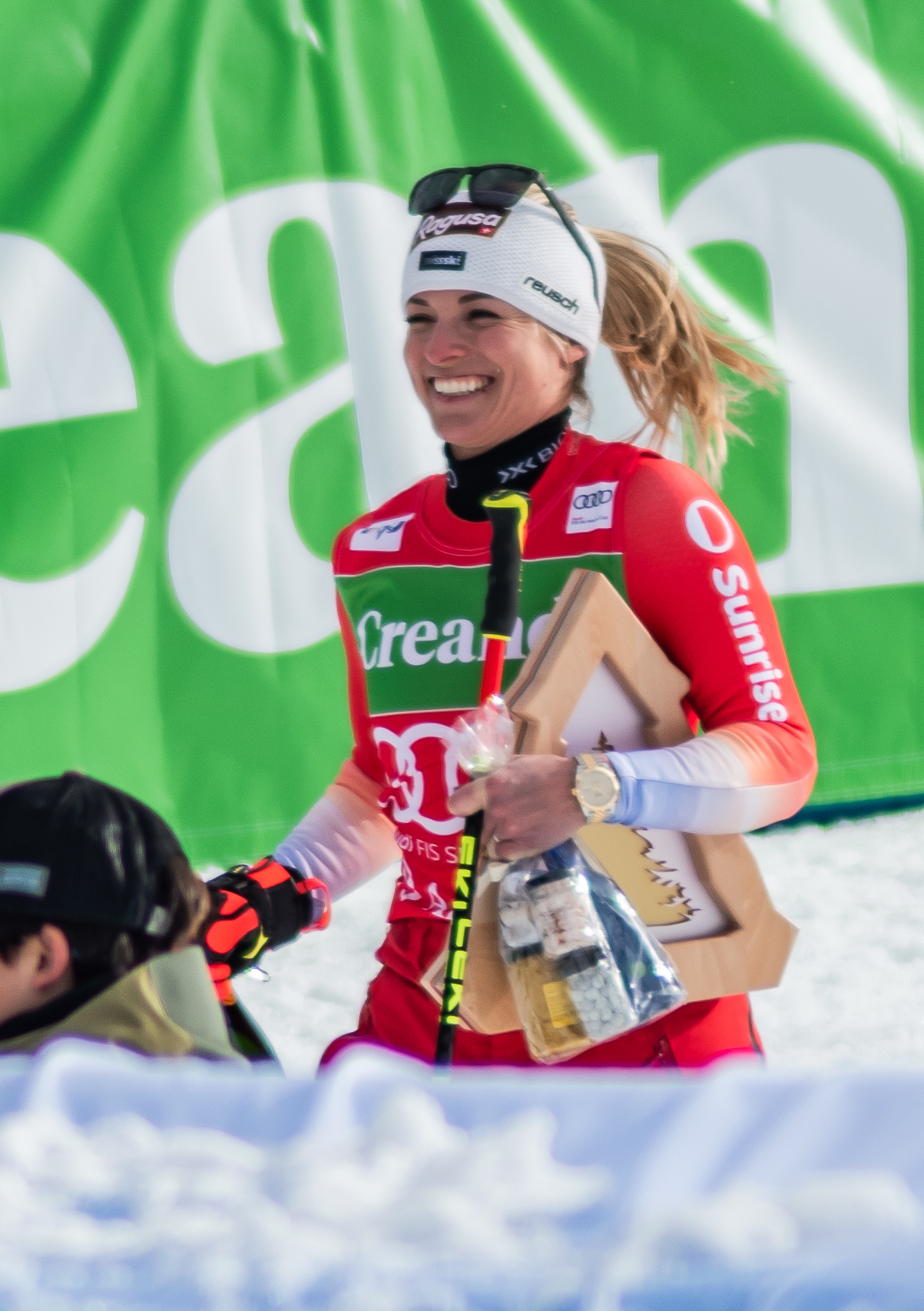
2024 год

| №  | Сезон   | Дата        | Место проведения    | Дисциплина             |
| -- | ------- | ----------- | ------------------- | ---------------------- |
| 1  | 2008/09 | 20 дек 2008 | Санкт-Мориц         | Супергигант (1)        |
| 2  | 2010/11 | 9 янв 2011  | Альтенмаркт         | Супергигант (2)        |
| 3  | 2012/13 | 14 дек 2012 | Валь-д’Изер         | Скоростной спуск (1)   |
| 4  | 2013/14 | 26 окт 2013 | Зёльден             | Гигантский слалом (1)  |
| 5  | 2013/14 | 29 ноя 2013 | Бивер-Крик          | Скоростной спуск (2)   |
| 6  | 2013/14 | 30 ноя 2013 | Бивер-Крик          | Супергигант (3)        |
| 7  | 2013/14 | 8 дек 2013  | Лейк Луиз           | Супергигант (4)        |
| 8  | 2013/14 | 26 янв 2014 | Кортина-д’Ампеццо   | Супергигант (5)        |
| 9  | 2013/14 | 12 мар 2014 | Ленцерхайде         | Скоростной спуск (3)   |
| 10 | 2013/14 | 13 мар 2014 | Ленцерхайде         | Супергигант (6)        |
| 11 | 2014/15 | 7 дек 2014  | Лейк Луиз           | Супергигант (7)        |
| 12 | 2014/15 | 24 янв 2015 | Санкт-Мориц         | Скоростной спуск (4)   |
| 13 | 2015/16 | 28 ноя 2015 | Аспен               | Гигантский слалом (2)  |
| 14 | 2015/16 | 18 дек 2015 | Валь-д’Изер         | Суперкомбинация (1)    |
| 15 | 2015/16 | 19 дек 2015 | Валь-д’Изер         | Скоростной спуск (5)   |
| 16 | 2015/16 | 28 дек 2015 | Лиенц               | Гигантский слалом (3)  |
| 17 | 2015/16 | 7 фев 2016  | Гармиш-Партенкирхен | Супергигант (8)        |
| 18 | 2015/16 | 19 фев 2016 | Ла-Тюиль            | Скоростной спуск (6)   |
| 19 | 2016/17 | 22 окт 2016 | Зёльден             | Гигантский слалом (4)  |
| 20 | 2016/17 | 4 дек 2016  | Лейк Луиз           | Супергигант (9)        |
| 21 | 2016/17 | 18 дек 2016 | Валь-д’Изер         | Супергигант (10)       |
| 22 | 2016/17 | 22 янв 2017 | Гармиш-Партенкирхен | Супергигант (11)       |
| 23 | 2016/17 | 28 янв 2017 | Кортина-д’Ампеццо   | Скоростной спуск (7)   |
| 24 | 2017/18 | 21 янв 2018 | Кортина-д’Ампеццо   | Супергигант (12)       |
| 25 | 2019/20 | 21 фев 2020 | Кран-Монтана        | Скоростной спуск (8)   |
| 26 | 2019/20 | 22 фев 2020 | Кран-Монтана        | Скоростной спуск (9)   |
| 27 | 2020/21 | 10 янв 2021 | Санкт-Антон         | Супергигант (13)       |
| 28 | 2020/21 | 24 янв 2021 | Кран-Монтана        | Супергигант (14)       |
| 29 | 2020/21 | 30 янв 2021 | Гармиш-Партенкирхен | Супергигант (15)       |
| 30 | 2020/21 | 1 фев 2021  | Гармиш-Партенкирхен | Супергигант (16)       |
| 31 | 2020/21 | 26 фев 2021 | Валь-ди-Фасса       | Скоростной спуск (10)  |
| 32 | 2020/21 | 27 фев 2021 | Валь-ди-Фасса       | Скоростной спуск (11)  |
| 33 | 2021/22 | 11 дек 2021 | Санкт-Мориц         | Супергигант (17)       |
| 34 | 2021/22 | 15 янв 2022 | Цаухензе            | Скоростной спуск (12)  |
| 35 | 2022/23 | 26 ноя 2022 | Киллингтон          | Гигантский слалом (5)  |
| 36 | 2022/23 | 15 янв 2023 | Санкт-Антон         | Супергигант (18)       |
| 37 | 2022/23 | 16 мар 2023 | Сольдеу             | Супергигант (19)       |
| 38 | 2023/24 | 28 окт 2023 | Зёльден             | Гигантский слалом (6)  |
| 39 | 2023/24 | 25 ноя 2023 | Киллингтон          | Гигантский слалом (7)  |
| 40 | 2023/24 | 14 янв 2024 | Цаухензе            | Супергигант (20)       |
| 41 | 2023/24 | 28 янв 2024 | Кортина-д’Ампеццо   | Супергигант (21)       |
| 42 | 2023/24 | 30 янв 2024 | Кронплац            | Гигантский слалом (8)  |
| 43 | 2023/24 | 10 фев 2024 | Сольдеу             | Гигантский слалом (9)  |
| 44 | 2023/24 | 16 фев 2024 | Кран-Монтана        | Скоростной спуск (13)  |
| 45 | 2023/24 | 2 мар 2024  | Квитфьелль          | Супергигант (22)       |
| 46 | 2024/25 | 26 янв 2025 | Гармиш-Партенкирхен | Супергигант (23)       |
| 47 | 2024/25 | 23 мар 2025 | Сан-Валли           | Супергигант (24)       |
| 48 | 2024/25 | 25 мар 2025 | Сан-Валли           | Гигантский слалом (10) |